# Wojciech Rutkowski (malarz)
Wojciech Rutkowski (ur. 1 maja 1943 w Warszawie) – artysta malarz, absolwent Akademii Sztuk Pięknych. Członek Związku Polskich Artystów Plastyków odznaczony odznaką Zasłużonego Działacza Kultury.

## Życiorys artysty
Urodzony 1 maja 1943 roku w Warszawie artysta malarz jest synem Włodzimierza Rutkowskiego, ucznia Czesława Wasilewskiego vel Zygmuntowicza. W latach 1962–1968 uczył się w Akademii Sztuk Pięknych, a w 1968 roku uzyskał dyplom z malarstwa w pracowni prof. Tadeusza Dominika i prof. Ireny Wilczyńskiej oraz dyplom z architektury wnętrz u prof. Jana Krzątowskiego.
Domeną Wojciecha Rutkowskiego jest malarstwo olejne, głównie o tematyce pejzażowej. Na swoich płótnach uwiecznia piękno łąk, stawów, lasów, alei, malowniczych dworków czy romantycznych chat. Specjalizuje się w technice fakturowej na płótnie. Jego znakami rozpoznawczymi są łatwość kompozycji, siła barwy oraz mnogość i różnorodność tematów. Artysta maluje również sceny rodzajowe, martwe natury i portrety. Nieobce są mu pastele i akwarele.
Miał około czterdziestu indywidualnych wystaw, m.in. w Warszawie, Delhi, Nowym Jorku, Hamburgu, Wiedniu. Jego dotychczasowy dorobek to około 70 wystaw zbiorowych, okręgowych i poplenerowych. Liczne prace Wojciecha Rutkowskiego znaleźć można w zbiorach prywatnych oraz w muzeach w kraju i za granicą m.in. w Wielkiej Brytanii, Australii, Indiach, Szwecji czy we Francji.

## Wybrane cytaty
- Dobra sztuka obroni się sama.
- Unikam plenerów i obiektów znanych, tak zwanych katalogowanych. Zachwyca i pociąga mnie natura trochę dzika i nieokiełznana. Moją uwagę przykuwają miejsca nieskażone cywilizacją. Niemal wszystkie moje prace są pokłosiem plenerów lub prywatnego wojażowania[1].